# 御年賀
御年賀（おねんが）は1988年1月1日に発売したとんねるずのミニアルバム。

## 概要
A面は45回転、B面は33⅓回転。
B面は、3曲分の溝が平行に並んでカッティングされている。
レコードに針が落ち、3曲それぞれ異なる口上（後述）が聞こえるまで、どの曲が再生されるか解らない仕組み（発売当時、『どの曲が出てくるかわからない!本邦初運まかせ頭出し選曲!!』と銘打った新聞広告を出している）。
この特性のためか、2022年現在までCD化はされていない（ただし、2020年にサブスクリプション音楽サービスで配信が開始されたポニーキャニオン時代の楽曲（189曲）の中に、本アルバムの曲が含まれている）。
秋元康・後藤次利といった、とんねるずに関りの深い作家が一切参加していない。

## 収録内容

### A面
1. 笑ってあげよう
作詞：伊達歩／作曲：水谷公生／編曲：中村哲

### B面
1. 真夜中の買うボーイ
作詞：伊達歩／作曲：和泉常寛／編曲：中村哲 「新年あけまして　買いましょうで　ございます」から始まる。
2. 明日に向って打て
作詞：伊達歩／作曲：和泉常寛／編曲：中村哲 「新年あけまして　打ちましょうで　ございます」から始まる。
3. 飲むとの遭遇
作詞：伊達歩／作曲：和泉常寛／編曲：中村哲 「新年あけまして　飲みましょうで　ございます」から始まる。